# Le Nouvelliste
Le Nouvelliste é um jornal em língua francesa impresso em Porto Príncipe e distribuído por todo o Haiti, especialmente na capital e nas principais cidades. Fundado em 1898, é o maior e mais antigo jornal do Haiti, e o mais antigo jornal em língua francesa da América. É também o único jornal impresso no Haiti.
Durante o terremoto de janeiro de 2010, os prédios do Nouvelliste foram gravemente danificados, e o jornal passou a utilizar somente a Internet para difundir suas informações, uma vez que não conseguia mais imprimir suas edições devido aos estragos causados pelo tremor. A situação somente foi normalizada em 6 de abril de 2010, quando a versão impressa voltou a circular. 
 A sede do jornal, antes no centro da capital, foi movida para Pétionville, e o corpo editorial de 24 redatores foi reduzido pela metade.
Antes do terremoto, possuía uma tiragem de 15 mil exemplares, que caiu para 10 mil em sua retomada.

## Suplementos
- Tout Terrain (esportes)
- Le P'tit Nouvelliste (jovens)
- Ticket Magazine (personalidades da música, cinema e esporte)